# Premio Nacional de Arquitectura de Venezuela
El Premio Nacional de Arquitectura de Venezuela es un reconocimiento otorgado en la actualidad cada dos años o hasta más tiempo al arquitecto venezolano más destacado y de mayor trayectoria.

## Galardonados
La siguiente es una lista incompleta de los arquitectos galardonados con el PNAV.

### Otorgado por Colegio de Arquitectos de Venezuela
Otorgado por el Colegio de Arquitectos de Venezuela, durante la celebración de las Bienales de Arquitectura, a una obra o al conjunto de ellas.
| Año  |  | Arquitecto                                                             | Obra | Ubicación        |
| ---- |  | ---------------------------------------------------------------------- | --- | ---------------- |
| 1963 |  | Carlos Raúl Villanueva                                                 | Otorgado al conjunto de sus obras. Entre las cuales destacan: Museo de Bellas Artes (1935-1936) Reurbanización El Silencio (1943-1945) Ciudad Universitaria de Caracas (1944-1967) Museo Jesús Soto (1971-1973) Galería de Arte Nacional (1972-1973). |                  |
| 1965 |  | Julián Ferris                                                          | Aduana de Puerto Cabello (1965) | Carabobo         |
| 1967 |  | Tomás José Sanabria                                                    | Edificio del Banco Central de Venezuela (1965) | Distrito Capital |
| 1971 |  | Bernardo Borges, Francisco Pimentel y George Wilkie                    | Edificio El Universal (1969) | Distrito Capital |
| 1973 |  | José Miguel Galia                                                      | Edificio Seguros Orinoco (1971) | Distrito Capital |
| 1976 |  | Carlos Gómez de Llarena, Manuel Fuentes y Moisés Benacerraf            | Torre Europa (1975) | Miranda          |
| 1980 |  | Felipe Montemayor y Luis Sully                                         | Aeropuerto Internacional de Maiquetía Simón Bolívar (1974-1978) | Vargas           |
| 1986 |  | Max Pedemonte                                                          | Infraestructura del Metro de Caracas (1983) | Distrito Capital |
| 1998 |  | Jesús Tenreiro Degwitz                                                 | Abadía de Güigüe (1990) | Carabobo         |
| 2014 |  | Tomás Lugo                                                             | Centro Nacional de Acción Social para la Música (2011) | Distrito Capital |
| 2017 |  | Carla Urbina y María Villalobos                                        | Remodelación del Jardín Botánico de Maracaibo | Zulia            |
| 2019 |  | Gustavo Adolfo Sánchez Muñoz                                           | Clínica IDB Cabudare (2018) | Lara             |
| 2024 |  | Francisco Pimentel Malaussena, Óscar Capiello y Gustavo Luis Legórburu | Conjunto Parque Profesional del Este. |                  |

### Otorgado por el CONAC
Otorgados por el Consejo Nacional de la Cultura CONAC, a la trayectoria profesional.
| Año       | Arquitecto                      |
| --------- | ------------------------------- |
| 1965      | Julián Ferris                   |
| 1987      | Fruto Vivas                     |
| 1988      | Henrique Hernández              |
| 1989      | Gustavo Wallis Legórburu        |
| 1990      | Cipriano Domínguez              |
| 1991      | Jesús Tenreiro Degwitz          |
| 1992      | Juan Pedro Posani               |
| 1993      | Jimmy Alcock                    |
| 1994      | Juan Andrés Vegas               |
| 1995      | Graziano Gasparini              |
| 1996      | Jorge Romero Gutiérrez          |
| 1997      | Edmundo Diquez                  |
| 1998      | Martín Vegas Pacheco            |
| 1999      | Jorge Castillo Blanco           |
| 2000      | Joel Sanz                       |
| 2004      | Óscar Tenreiro Degwitz          |
| 2006      | Jorge Rigamonti                 |
| 2008      | Gorka Dorronsoro                |
| 2010      | Doménico Silvestro              |
| 2012      | Domingo Álvarez                 |
| 2015      | Francisco Sesto                 |
| 2016-2018 | José Matamoros                  |
| 2019-2020 | John Stoddart y Fernando Tábora |
| 2021-2022 | Américo Faillace                |

## Galería
Algunas obras de la primera época:

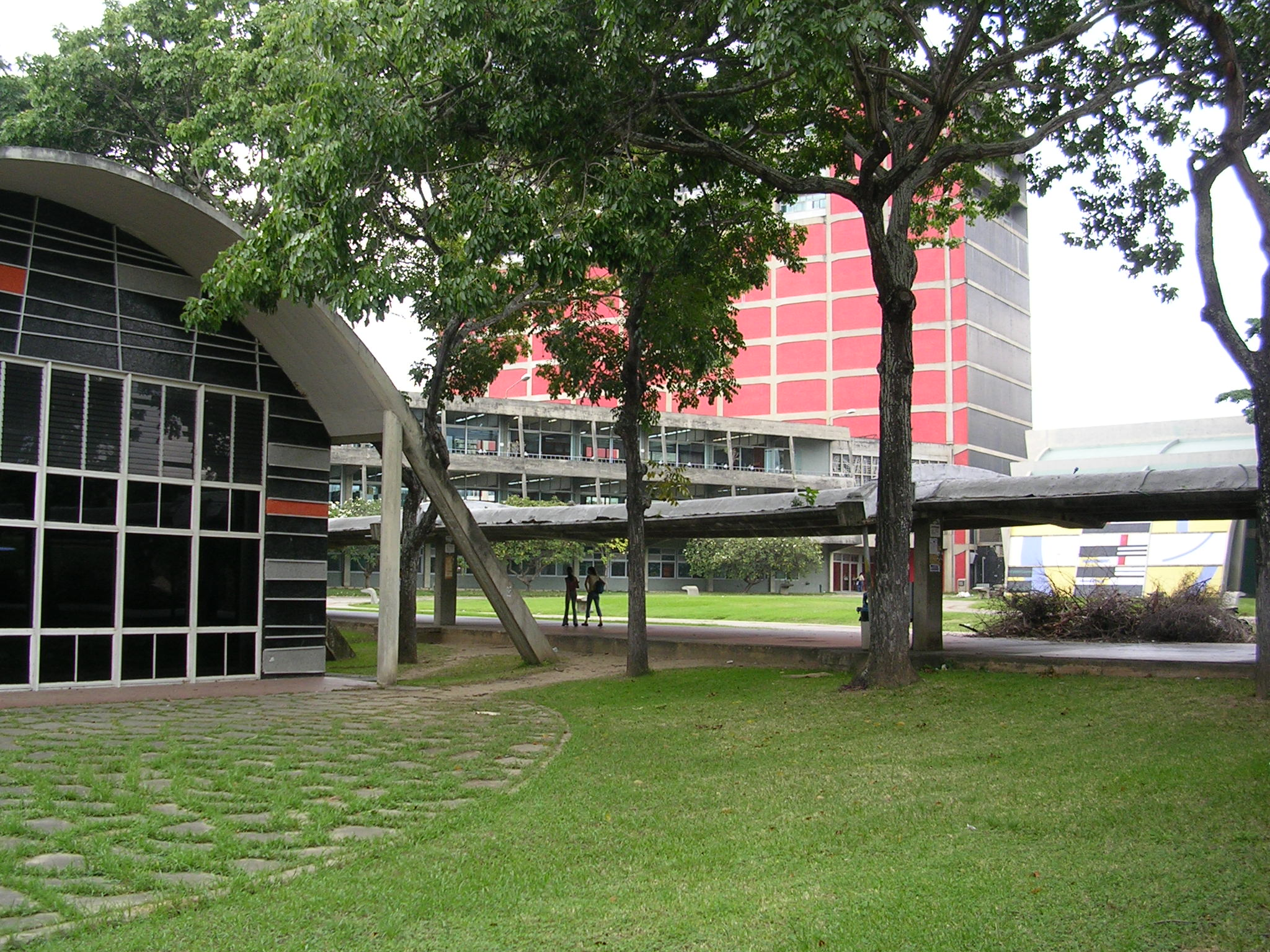
Ciudad Universitaria de Caracas, de Villanueva.
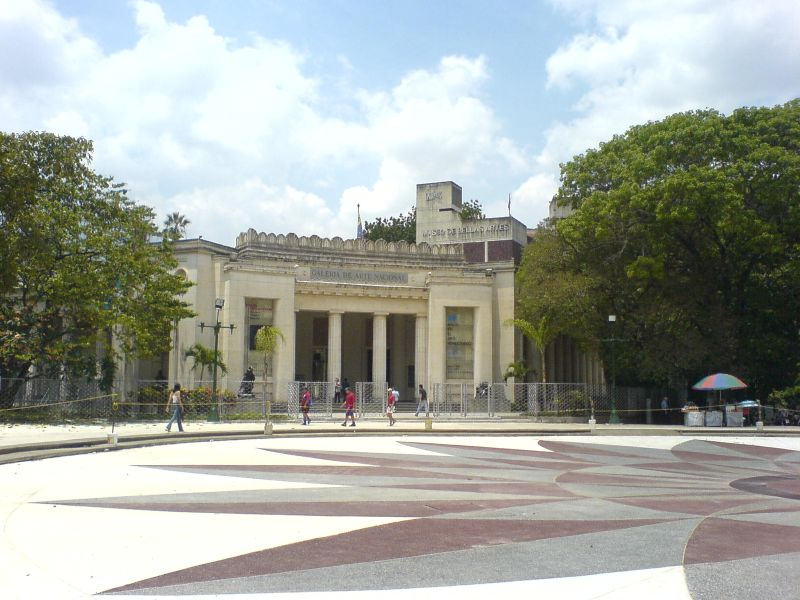
Galería de Arte Nacional, de Villanueva.
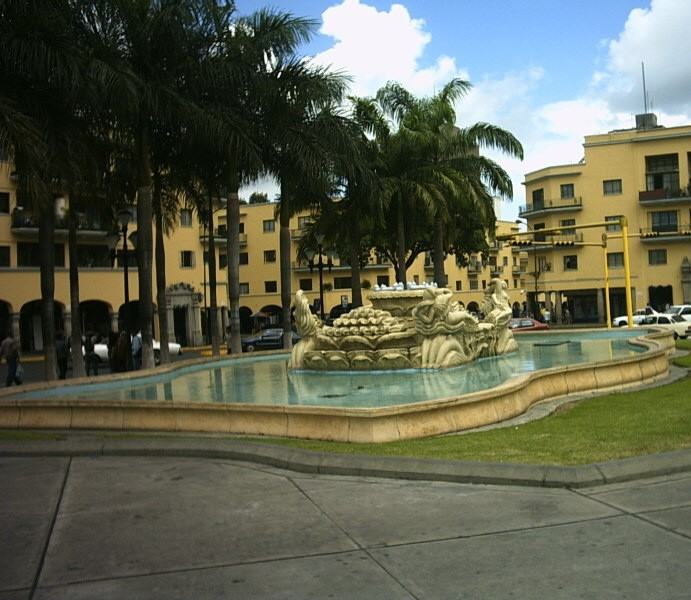
Reurbanización El Silencio, de Villanueva
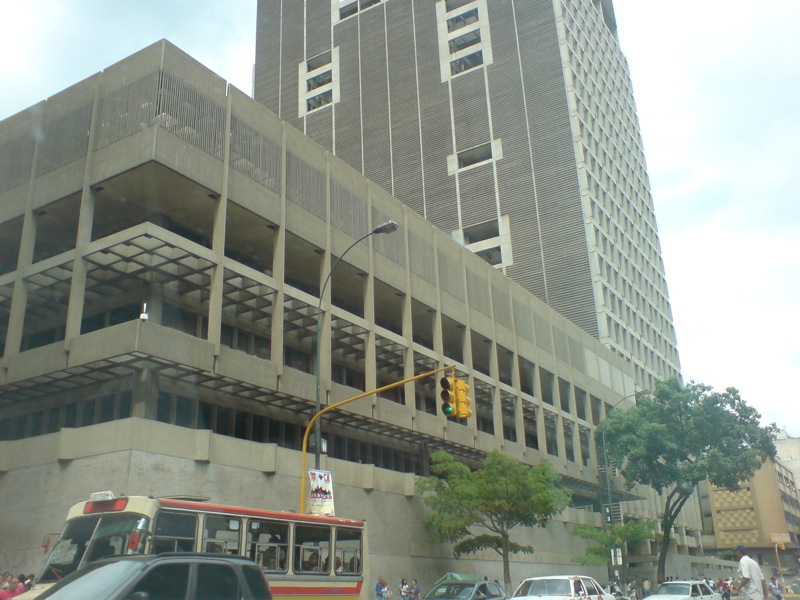
Banco Central de Venezuela, de Sanabria.
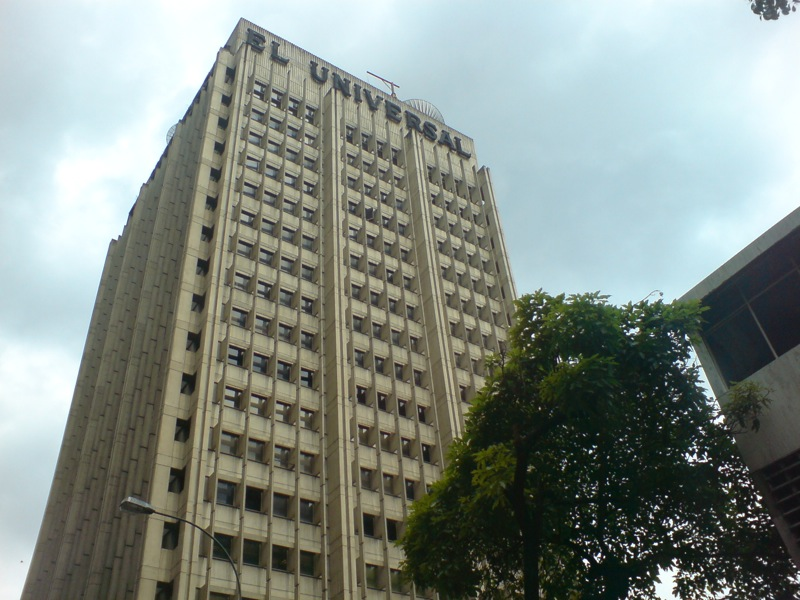
Edificio El Universal, de Borges, Pimentel y Wilkie.
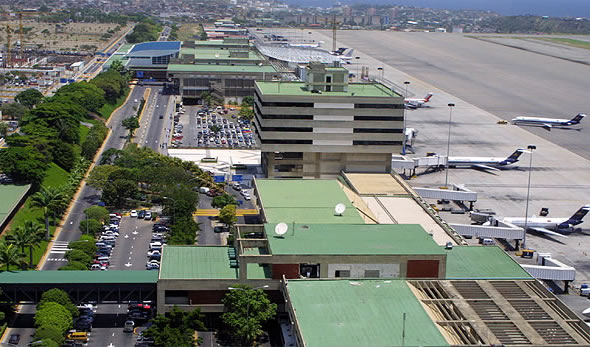
Aeropuerto Intl. Simón Bolívar, de Montemayor y Sully.
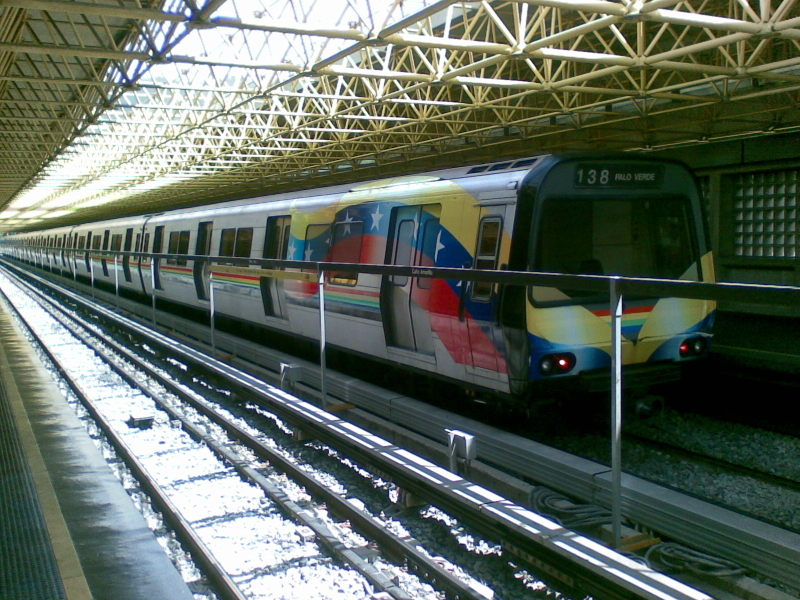
Recuperación del Metro de Caracas, de Pedemonte.
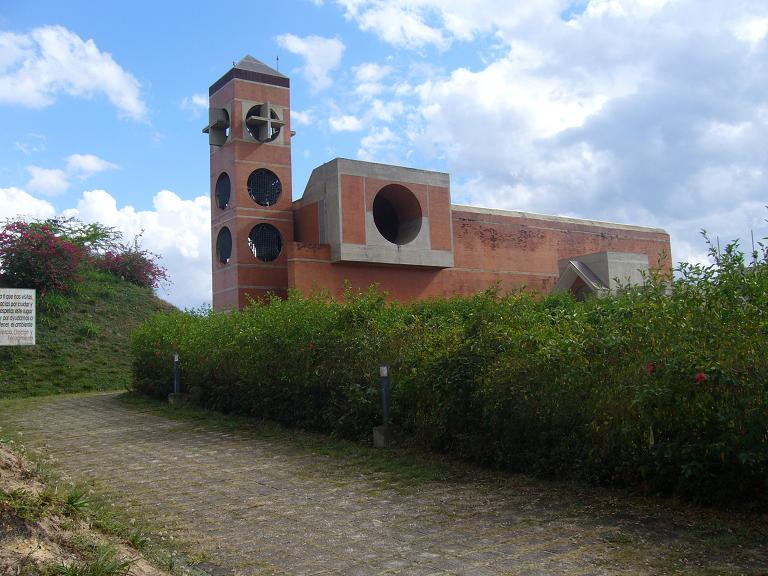
Abadía de Güigüe, de Tenreiro.